# Galánffy Lajos
Galánffy Lajos (Galánffy Lajos Sándor, Debrecen, 1905. szeptember 11. – Budapest, 1973. május 19.) zongoraművész, zenepedagógus.

## Élete
Dr. Galánffy János királyi ügyész és Kölcsey Anna fiaként született. Két évig tanult jogot, ezt követően a budapesti Zeneművészeti Főiskolán 1928-ban szerezte meg zongoraművészi és zenetanári diplomáját, mint Senn Irén és Weiner Leó növendéke. A zeneszerzésre Kodály Zoltán tanította.
1928 és 1930 között a budapesti Fodor Zeneiskolában működött mint zongoratanár, 1931-től 1950-ig pedig a debreceni városi zeneiskola tanár volt, 1938-tól ugyanitt az igazgatói tisztet is ellátta. 1956-ig volt igazgató a miskolci Állami Zenekonzervatóriumban.
1957 és 1966 között az USA-ban járt és mint a Debrecen-trió tagja számos hangversenyt adott, de második feleségével is fellépett mint kétzongorás hangversenyművész. Zeneművészetet tanított a texasi beltoni főiskolán, ezután pedig a Central Texas College-ben. A Marosszéki táncok átírására Kodálytól kapott engedélyt. Budapestre történt hazalátogatásakor érte a halál, sírja szülővárosában, Debrecenben áll.